# Antheliaceae
Antheliaceae es una familia de musgos hepáticas del orden Jungermanniales. Tiene asignado un solo género: Anthelia. Comprende 8 especies descritas y de esgtas, solo 6 ceptadas.

## Taxonomía
Antheliaceae fue descrita por Rudolf M. Schuster y publicado en Journal of the Hattori Botanical Laboratory 26: 236. 1963.
El género fue descrito por (Dumort.) Dumort. y publicado en Recueil d'Observations sur les Jungermanniacées 18. 1835.

## Especies aceptadas
A continuación se brinda un listado de las especies del género Antheliaceae aceptadas hasta junio de 2013, ordenadas alfabéticamente. Para cada una se indica el nombre binomial seguido del autor, abreviado según las convenciones y usos.
- Anthelia asperifolia (Taylor) Spruce
- Anthelia filum (Dumort.) Dumort.
- Anthelia julacea (L.) Dumort.
- Anthelia juratzkana (Limpr.) Trevis.
- Anthelia subaequifolia (Nees & Mont.) Trevis.
- Anthelia viridissima (Nees) Dumort.